# Giang Ly
Giang Ly là một xã thuộc huyện Khánh Vĩnh, tỉnh Khánh Hòa, Việt Nam.
Xã Giang Ly có diện tích 44,56 km², dân số năm 1999 là 1018 người, mật độ dân số đạt 23 người/km².